# Liphistius tempurung
Liphistius tempurung is een spinnensoort uit de familie Liphistiidae. De soort komt voor in Maleisië.